# Ivory Lake
Der Ivory Lake ist ein Gletschersee im Westland District der Region West Coast auf der Südinsel von Neuseeland.

## Namensherkunft
Auf früheren Karten wurde der See als Lake Balance bezeichnet. Im September 1971 jedoch schlug die neuseeländische Forstbehörde den Namen Ivory Lake vor, denn der See war von der hydrologischen Abteilung des Ministeriums für Bauwesen intensiv untersucht worden und der Name fand sich bereits in wissenschaftlichen Arbeiten wieder, die veröffentlicht werden sollten und schließlich wurde der See auch durch das Schmelzwasser des Ivory Glacier gebildet.

## Geographie
Der Ivory Lake ist ein Gletschersee am südlichen Ende des kleinen Ivory Glacier, sofern der Gletscher auf Grund der Erderwärmung noch nicht geschmolzen ist. An der Nord- und Ostseite des Sees erheben sich die bis zu 2084 m hohen Lange Range und westlich des Sees erhebt sich eine kleine bis zu 1870 m hohe Bergkette, die den Einschluss des Sees bis auf eine kleine Öffnung gen Süden vollendet. Der See, der sich auf einer Höhe von 1381 m befindet, besitzt eine Flächenausdehnung von 26,2 Hektar und einen Umfang von rund 2,47 km. Bei einer Nord-Süd-Ausdehnung erstreckt sich der See über eine Länge von 1 km und misst an seiner breitesten Stelle rund 310 m.
Gespeist wird der Ivory Lake vom Ivory Glacier und einigen wenigen Gebirgsbächen. Seine Entwässerung findet am südsüdwestlichen Ende über einen nicht näher bezeichneten Bach in Richtung des Stag Creek statt, der später in den Waitaha River und dieser in die Tasmansee mündet.

## Hütte für Bergwanderer
Am südlichen Ende des Sees steht eine Schutz- und Übernachtungshütte mit sechs Schlafplätzen.